# 颱風羅伊
颱風羅伊（英語：Typhoon Roy，國際編號：8801，PAGASA：Asiang）是西太平洋一月份有記錄以來第二強的熱帶氣旋。

## 氣象歷史
羅伊於1988年1月7日的一處擾動區域中形成，其於橫過馬紹爾群島其間快速增強。1月9日，該風暴增強成為一颱風並在翌日達至其最高強度。處於最高強度其間，其持續風速達到每小時215公里。該風暴於橫過馬里亞納群島前略有減弱。該系統繼續向西移動，最終以颱風的最低標準吹襲菲律賓；並於1月19日在南海消散。

## 紀錄和退役
在其路徑中，颱風羅伊造成兩人死亡和2850萬美元（1988年美元）的損失，主要是在馬里亞納群島造成的。該系統以熱帶風暴的強度橫過馬紹爾群島並造成輕到中度的結構損壞。1月12日，該颱風擦過關島和羅塔島其間造成廣泛破壞，摧毀了200間房屋。由於此風暴帶來嚴重的破壞，「羅伊」一名已經退役，並由「萊恩」取代。

## 外部連結
- . 國立情報學研究所. （英文）